# René Sentuc
René Alphonse Camille Sentuc alias Capitaine Bernard (* 20. August 1900 in Paris; † 27. Dezember 1984) war ein französischer Taxifahrer, Beteiligter in der französischen Résistance, Mitglied in der kommunistischen Gewerkschaftsbewegung und Vorsitzender eines Volkstribunals, tribunal populaire wo er in Willkürprozessen (Commission d’Épuration) in Paris (Institut dentaire George-Eastman) Urteile fällte.

## Leben
Sentuc war seit 1925 Mitglied der kommunistischen französischen Gewerkschaftsbewegung, Confédération Générale du Travail Unitaire (CGTU) und der Section française de l'Internationale communiste (SFIC) So arrangierte er sich gewerkschaftlich für die Kutscher und Chauffeure, cochers, chauffeurs. Im Jahre 1929 war er als Ratsherr, conseiller municipal der französischen Stadt Malakoff tätig. Am 1. Mai 1941 wurde er verhaftet und in den Internierungslagern Châteaubriant und Voves arrestiert. Aus dem Internierungslager Voves gelang ihm am 9. Januar 1943 als Gendarm verkleidet die Flucht. Erneut gefangen genommen, entkam er schließlich am 5. Mai 1944 durch einen Tunnel. Hierzu gruben Gefangene ab dem 19. Februar 1944 einen 148 m langen Tunnel, der die Flucht von 42 Gefangenen in der Nacht vom 5. zum 6. Mai 1944 ermöglichte. Hiernach übernahm die Schutzstaffel (SS) die Leitung des Lagers Voves. Es folgte der Transport der übrigen 406 Gefangenen durch die SS über Compiègne (KZ Royallieu) ins KZ Neuengamme. Nur wenige Überlebende kamen nach dem Krieg zurück.
Nach seiner Flucht schloss er sich der Francs-tireurs et partisans (FTPF) an und wurde Assistent von Pierre Georges, genannt „Colonel Fabien“. Er kämpfte gegen die deutsche Besetzung Frankreichs während des Zweiten Weltkrieges durch das nationalsozialistische Dritte Reich. Nach der Befreiung, La Libération wurde er einer der Führer der Vereinigung von Chateaubriant, l’Amicale de Châteaubriant.
In Paris vollstreckte er viele Todesurteile ohne Einhaltung rechtsstaatlicher Prinzipien. Dabei wies sein Handeln brutale und gewissenlose Züge auf. So wurden in dem ehemaligen Militärhospital Institut dentaire George-Eastman im Jahr 1944 eine Reihe von willkürlichen Urteilen ausgesprochen und vor Ort vollstreckt. Genauer wurde in Paris in dem kurzen Zeitraum zwischen dem 20. August und 15. September 1944 eine große Anzahl von Menschen, zwischen 40 und 44 Personen, in Willkürprozessen abgeurteilt und füsiliert. Namen der zu Unrecht beschuldigten und hingerichteten Personen sind u. a. Madeleine Goa, Berthe Verley, Lucienne Cordier, Pierre Pescadère. Ein Strafverfolgungsverfahren in der Vierten Französischen Republik zur Aufklärung der Umstände wurde am 7. Juli 1955 veranlasst, aber nicht weiter verfolgt.

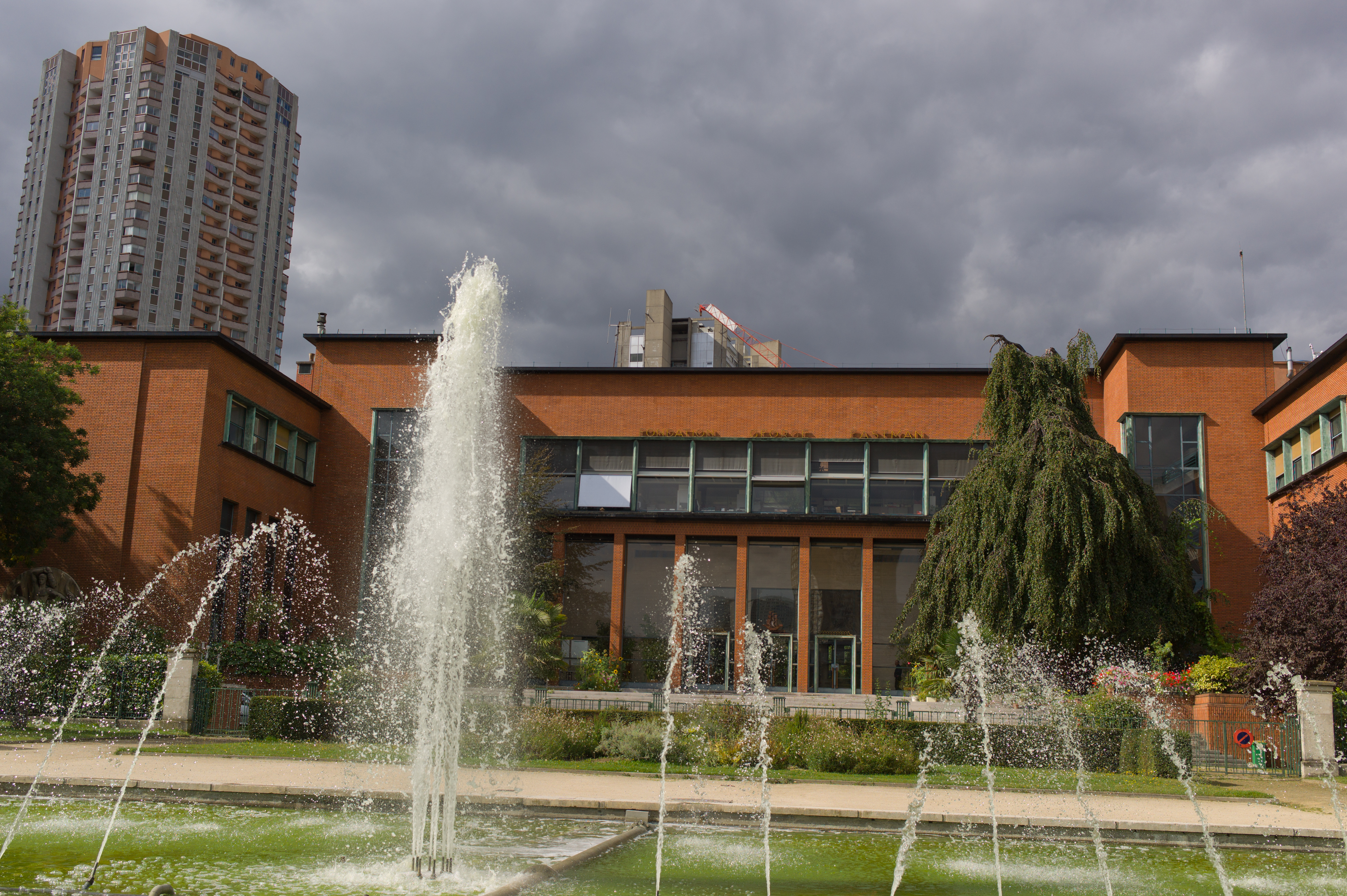
Das Institut dentaire George-Eastman in Paris (zeitgenössisches Bild) (Parc de Choisy).

Sentuc war später stellvertretender Bürgermeister, Adjoint au maire von Malakoff. Ein Amt, das er bis zum Jahre 1971 innehatte. Er blieb weiter auch gewerkschaftlich aktiv und setzte sich für die Belange der Taxifahrer ein.